# 2000年夏季残疾人奥林匹克运动会莱索托代表团
2000年夏季残疾人奥林匹克运动会莱索托代表团是莱索托派出的2000年夏季残疾人奥林匹克运动会代表团。未获得奖牌。